# Can Móra (Sant Cugat del Vallès)
Can Móra és un mas al municipi de Sant Cugat del Vallès (Vallès Occidental) que forma part de l'Inventari del Patrimoni Arquitectònic de Catalunya.Can Mora fou un nom conegut en aquests indrets al segle X. La construcció de la masia fou aproximadament al segle XVI. El 1914 es va fundar el Club de Golf Sant Cugat per un grup d'anglesos residents a Barcelona. Anteriorment la casa pertanyia a FECSA. La reforma fou realitzada el 1974. És una masia d'estructura clàssica amb teulada a dues vessants i portal de punt rodó. La teulada té un gran ràfec i la façana és arrebossada de blanc. Ha estat reconstruïda excessivament, s'hi varen obrir noves finestres i s'hi van adossar noves construccions. Té un rellotge de sol a la façana principal.